# ستاردانس
ستاردانس هي رواية خيال علمي بقلم سبايدر روبنسون جاينن روبنسون، نشرتها دار ديال برس في عام 1979 كجزء من خط الخيال العلمي الكمومي. ظهر الجزء الافتتاحي للرواية في الأصل في أنالوج في عام 1977 كرواية «ستاردانس»، تليها النهاية المتسلسلة، «ستاردانس 2»، في أنالوج في عام 1978
بعد ظهور غلاف ال1قرص في عام 1979، تمت إعادة طباعة ستاردانس في غلاف ورقي من قبل دار النشر ديل في عام 1980، تلتها إعادة إصدار من تور بوكس وباين بوكس على مدى العقد التالي. قام بين بتجميع الرواية، مع تتمتها ستار سييد، في غلاف ورقي ضخم للسوق، The Star Dancers في عام 1997 ؛ في عام 2006، نشر باين غلاف من مجلة أومنيبوس، ثلاثية ستاردانس، مضيفا رواية ثالثة، ستار مايند

## الاستقبال
أعلنت الجس بودريس أن ستاردانس "تجربة قراءة تثير بشكل حقيقي شعورًا إنسانيًا أساسيًا … أن داخل كل منا يسكن شيئا مجيد يتجاوز الخطأ المروع، هو بذرة ملاك "، وخلصت إلى أن" ستاردانس يكتسح القارئ بالقوة غير المألوفة التي يمكن الوصول إليها فقط من خلال الاستقراء الاجتماعي للSF، وبعد ذلك

## الجوائز
فازت رواية «ستاردانس» بجائزة هوغو وجائزة نيبولا وكذلك استطلاع لوكس السنوي. واحتلت رواية «ستاردانس» المرتبة الرابعة في استطلاع الموقع بعد عامين

## الروابط الخارجية
- Stardance official movie website (archived 13 January 2016)
- Stardance movie blog
- Spider and Jeanne Robinson bio